# 타이나 뮐러
타이나 뮐러(Tainá Müller, 1982년 6월 1일 ~ )는 브라질의 배우, 모델이다.

## 출연 작품
- 엘리트 스쿼드 2 (2010)
- 미라 (2009)
- 플라스틱 시티 (2008)